# Terry Medwin
Terence „Terry“ Cameron Medwin (* 25. September 1932 in Swansea; † 1. Mai 2024) war ein walisischer Fußballspieler. Der Außenstürmer, der mit Tottenham Hotspur in England mehrere nationale Titel gewann, nahm an der Weltmeisterschaft 1958 teil.

## Sportlicher Werdegang
Medwin spielte zunächst für Swansea Town in seiner Heimatstadt. Für den Klub, der am englischen Profifußball partizipiert, lief er in 148 Spielen in der zweitklassigen Second Division auf. Dort avancierte er auch zum walisischen Nationalspieler, sein Nationalmannschaftsdebüt feierte er 1953. Im Mai 1956 wechselte er für 25.000 Pfund Sterling in die First Division zu Tottenham Hotspur. Hier lieferte er sich mit Terry Dyson ein Duell um den Platz auf der Außenbahn.
1958 nominierte Nationaltrainer Jimmy Murphy ihn neben seinem Vereinskameraden Mel Hopkins in den Kader für die Weltmeisterschaftsendrunde in Schweden. Nachdem er bei den ersten Gruppenspielen gegen Ungarn und Mexiko gespielt hatte, wurden er und Colin Webster für das abschließende Spiel gegen Schweden durch Ron Hewitt respektive Roy Vernon in der Angriffsreihe ersetzt. Dank eines 0:0-Unentschiedens war die Mannschaft schließlich punktgleich mit Ungarn, so dass es zu einem Entscheidungsspiel kam. Im Malmö Stadion erzielte er in der 76. Spielminute den spielentscheidenden Treffer zum 2:1-Erfolg, im Viertelfinalspiel gegen den späteren Weltmeister Brasilien schied die Mannschaft jedoch unglücklich aus.
Im Herbst des Jahres übernahm Bill Nicholson den Trainerposten bei seinem Londoner Klub. Zunächst noch Stammkraft verlor Medwin 1960 seinen Platz an Dyson, kam aber dennoch regelmäßig zum Einsatz. Somit trug er auch zum Gewinn des zweiten Meistertitels in der Vereinsgeschichte bei und gehörte zu den mit der Meistermedaille ausgezeichneten. Im Pokalendspiel gegen Leicester City zog ihm der Trainer Dyson vor, der neben Bobby Smith als Torschütze zum 2:0-Erfolg beitrug. An der Seite von Danny Blanchflower, Jimmy Greaves, Dave Mackay und seinem Landsmann Cliff Jones stand er im folgenden Jahr bei der erfolgreichen Titelverteidigung Dank eine 3:1-Sieges über den FC Burnley wiederum in der Startformation. 1963 zog er sich bei einer Tour durch Südafrika einen Beinbruch zu, der ihn zum Karriereende zwang. Für die walisische Nationalmannschaft hatte er bis dato in 30 Länderspielen sechs Tore erzielt, für seinen Londoner Klub hatte er in insgesamt 215 Spielen 72 Tore geschossen.
Später gehörte Medwin zeitweise dem Trainerstab des FC Fulham an. Als Assistenztrainer arbeitete er unter John Toshack für seinen Heimatverein Swansea City. 1971 gehörte er bei einer Asientour zum Trainerstab einer von Dave Bowen betreuten walisischen Auswahlmannschaft.
Medwin starb am 1. Mai 2024 im Alter von 91 Jahren.